# Crucispora rhombisperma
Crucispora rhombisperma är en svampart som först beskrevs av Hongo, och fick sitt nu gällande namn av E. Horak 1980. Crucispora rhombisperma ingår i släktet Crucispora och familjen Agaricaceae.   Inga underarter finns listade i Catalogue of Life.